# District XV van Boedapest
District XV van Boedapest is een van de districten aan de noordoostkant van de Pest-zijde.

## Wijken
| - Rákospalota - Pestújhely - Újpalota |

## Geschiedenis
Rákospalota werd voor het eerst genoemd in 1281 onder de naam Nyír.
In 1845 werd de spoorlijn van Pest naar Vác via Rákospalota voltooid. Rákospalota was verbonden met de paardentram in 1872 en met het tramnetwerk van Boedapest in 1894.
In 1909 werd Pestújhely ook een zelfstandige gemeente. Rákospalota ontving stadsrechten in 1923.
Rákospalota en Pestújhely werden in januari 1950 in Boedapest opgenomen en vormden samen het 15e district van de hoofdstad.

## Bezienswaardigheden
- Rákospalotai Múzeum

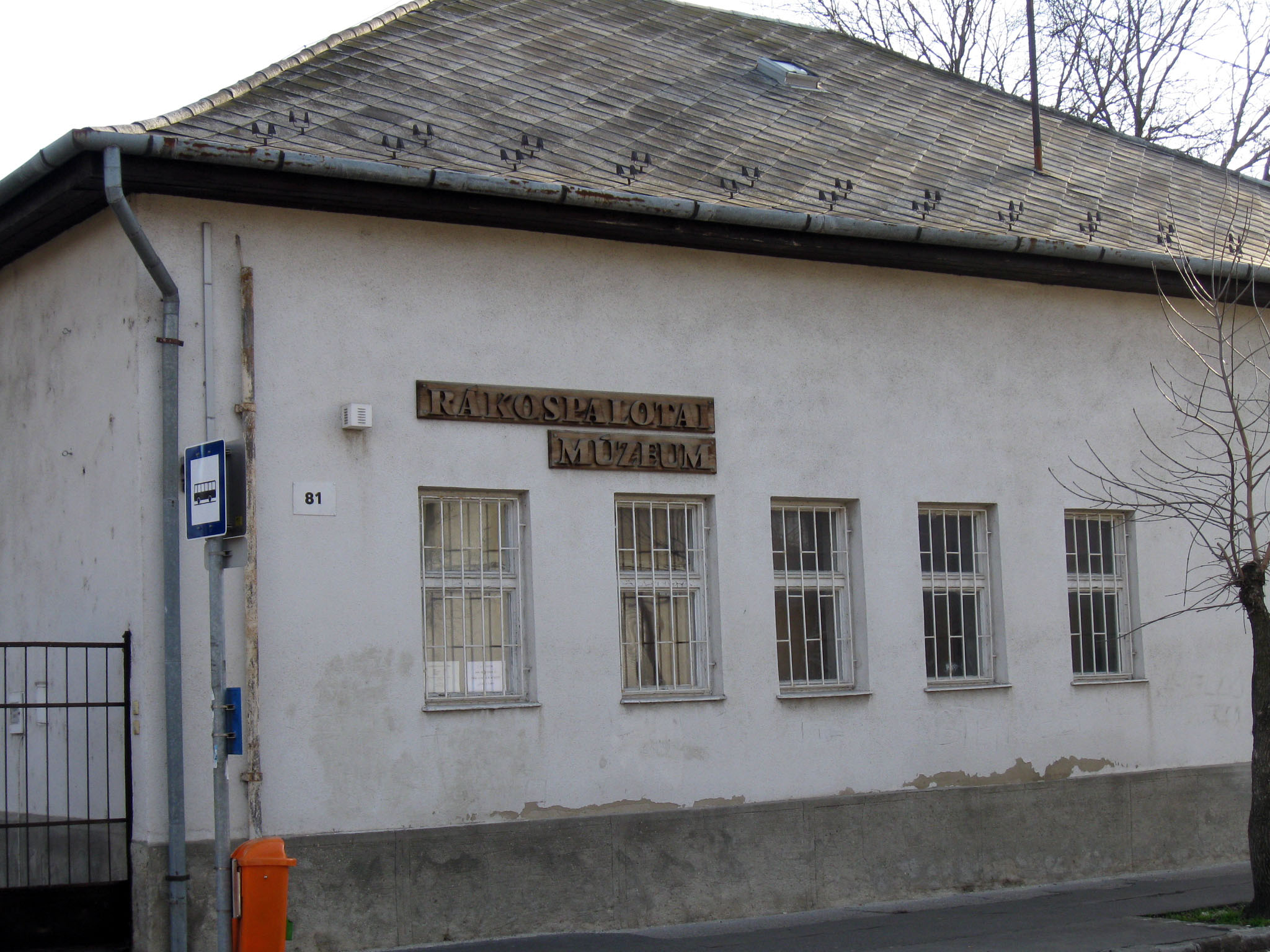
Rakospalotai Múzeum
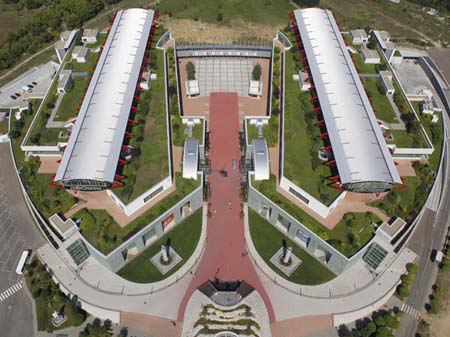
Luchtfoto van het centrum van Azië
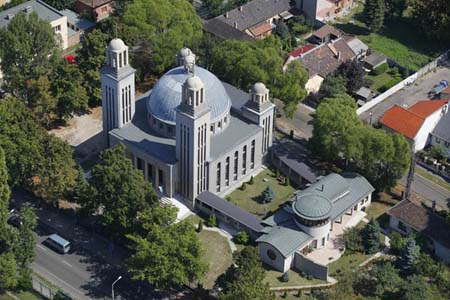
Kerk
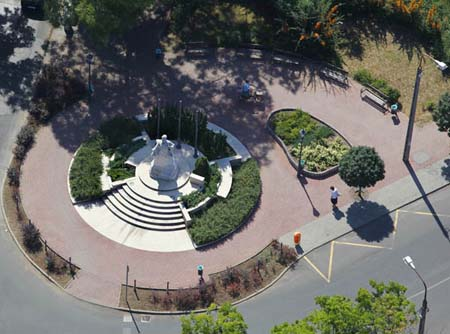
Kossuth tér
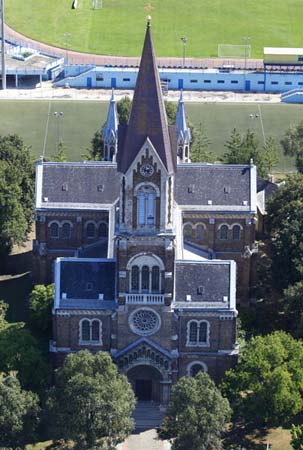
De grote kerk vanuit de lucht
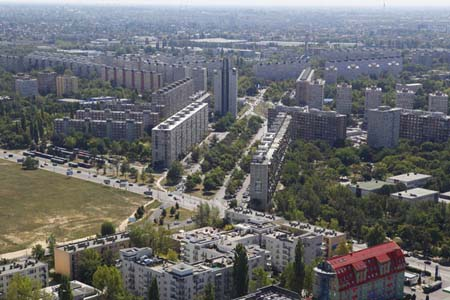
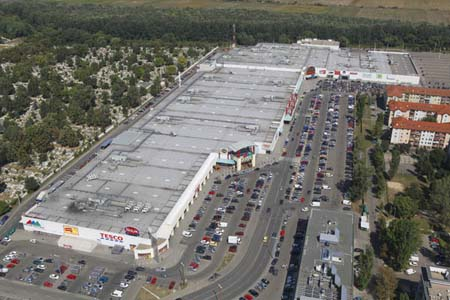
Pólus Center
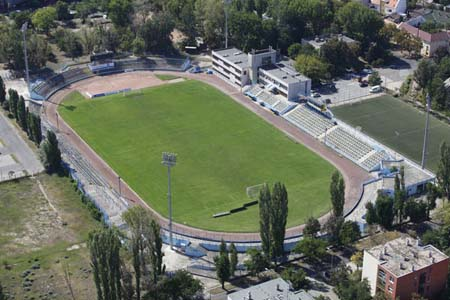
Het sportveld

## Verkeer
De snelweg M0 (ring rond Boedapest) loopt langs de noordoostelijke grens van het district.
De snelweg M3 naar Gödöllő en Nyíregyháza begint in het district.

## Partnerschappen
- Liesing, 23ste district van Wenen, Oostenrijk
- Marzahn-Hellersdorf, 10e district van Berlijn, Duitsland
- Donji Kraljevec, Kroatië
- Košice, Slowakije
- Toplița, Roemenië
- Obervellach, Oostenrijk
- Sanming, China
- Sector 1 van Bukarest, Roemenië